# Formentera Lady (pel·lícula)
Formentera Lady és una pel·lícula dirigida per Pau Durà, estrenada l'any 2018.

## Argument
Samuel és un vell músic hippie que es va instal·lar a Formentera als anys 70, quan King Crimson i altres bandes de rock britànics van freqüentar l'illa i allà segueix. Allà viu d'una manera austera, sense energia elèctrica ni luxes innecessaris, i toca el banjo en una guingueta. Un dia rep la visita inesperada, després de molts anys, de la seva filla Anna i del seu net Marc. L'Anna, aturada des de fa temps, diu que ha hagut d'acceptar un treball a França i es veu obligada a deixar a l'illa el seu fill amb el Samuel.

## Repartiment
- José Sacristán: 	Samuel
- Sandro Ballesteros: 	Marc
- Nora Navas: 	Anna
- Jordi Sánchez: 	Toni
- Ferran Rañé: Joan
- Juli Mira: Paco
- Pepa Juan: Greta
- Nuria Mencía: Olga
- Susana Merino: Consellera
- Mireia Ros: Marisa
- Toni Misó: Santi
- Pau Durà: Pare a l'hospital

## Premis i nominacions
- Festival de Màlaga: Secció oficial Llargmetratges a concurs
- Premis Gaudí de 2019: Nominada al Premi Gaudí a la millor pel·lícula en llengua catalana

## Crítica
- "La naturalitat amb la qual conviuen llengües i matisos dels actors deriva en una emotivitat serena, perfecta perquè el film desemboqui en l'autèntic hippisme del segle XXI: l'alteritat. (…) Puntuació: ★★★ (sobre 5)"[2]
- "Durà broda una proposta suggestiva, interessant pel que té de continguda mirada a un món que ja ha marxat (...) Una comèdia intel·ligent, amb tocs sàviament dramàtics, però no lacrimògens (…) Puntuació: ★★★ (sobre 5)"[1]
- "Un drama discret, efectiu i commovedor (...) Un dels debuts del cinema espanyol més notables de l'any."[3]